# Ищак, Василий Евгеньевич
Василий Евгеньевич Ищак (укр. Василь Євгенович Іщак; род. 5 апреля 1955, Дубье, Львовская область, Украинская ССР, СССР) — советский и украинский футболист. Нападающий, полузащитник, защитник. Мастер спорта СССР (1980).

## Биография
Родился 5 апреля 1955 года во Львовской области Украинской ССР.
Образование высшее. Окончил Одесский педагогический институт им. К. Д. Ушинского.
Начал играть в футбол во львовском любительском клубе «Сокол» в 1970 году. В 1974 году Ищак был призван в армию, службу проходил в рядах львовского СКА, в те годы передислоцированного в Луцк, а после армии перебрался в Пятигорск в клуб второй лиги «Машук», где на него обратили внимание селекционеры московских «Спартака», «Торпедо» и одесского «Черноморца», в котором и продолжил свою игровую карьеру. 14 августа 1977 года Ищак дебютировал в официальных матчах «Черноморца», заменив в перерыве домашней встречи с киевским «Динамо» Габора Качура.
Ищак дважды за карьеру сменил амплуа — начинал нападающим, потом был переведён в среднюю линию, а впоследствии стал одним из самых надёжных защитников страны.
За четырнадцать лет, проведённых в одесском клубе, Ищак провёл в чемпионатах страны 362 матча, что является вторым показателем в истории «Черноморца» за всю историю (лучше только у Владимира Плоскины) и забил 13 мячей. В составе «моряков» принял участие в трёх еврокубковых сезонах, запомнился своей уверенной игрой в матчах с европейскими грандами — мадридским «Реалом» и бременским «Вердером», завоевал малые золотые медали за победу в первой лиге СССР (1987) и в 1990 году стал обладателем последнего в истории советского футбола Кубка Федерации футбола СССР.
Ищак трижды входил в число 33-х лучших футболистов Украины на позиции левого защитника:
- 1984 год — под № 2
- 1986 год — под № 3
- 1988 год — под № 3

В 1991 году продолжил выступления в европейском футболе — в клубе высшего дивизиона Венгрии, будапештском БВШЦ.
Отыграв два года в Венгрии, Ищак вернулся в Одессу, успел сыграть несколько матчей в лучшем любительском клубе Одесской области — «Благо» из Благоево, и отправился на постоянное место жительства в Канаду, где окончательно закончил играть после сезона 1994 года, проведённого в клубе «Торонто-Италия». Вскоре он открыл в Торонто собственную футбольную школу, которая под руководством Ищака подготовила один футбольный выпуск.
В 2001 году Василий Ищак был включён в число лучших футболистов Одессы XX века и символическую сборную «Черноморца» всех времён.
В 2008 году обстоятельства вынудили Ищака вернуться в Одессу, где его сразу же зачислили в тренерский штат СДЮШОР «Черноморец». Там он трудился по 2015, совмещая основную работу с играми за ветеранский клуб «Ришелье». С клубом «Ришелье» он стал трёхкратным чемпионом Одессы по футболу и мини-футболу среди старших ветеранов.
13 сентября 2014 г. на аллее славы ФК «Черноморец» (Одесса) были открыты четыре новые именные плиты, одна из которых посвящена Василию Ищаку.
С 2015 года вновь проживает в Канаде, тренируя «Торонто-Атомик».

## Достижения
- Обладатель Кубка Федерации футбола СССР 1990
- В списках лучших футболистов УССР[укр.] (3): 1984 — № 2, 1985 — № 3, 1988 — № 3